# Вони (Гайнлайн)
Вони (англ. They) — науково-фантастичне оповідання Роберта Гайнлайна, опубліковане в квітні 1941 року журналом Unknown.
Пізніше включене в збірки: «Неприємна професія Джонатана Гоуґа» (1959), «Фантазії Роберта Гайнлайна» (1999).

## Сюжет
Історія про чоловіка, запротореного до психлікарні через його переконання, що він одінєю із декількох "справжніх" сутностей його всесвіту, і що декілька інших справжніх осіб імітують решту всесвіту, щоб обманути його.
Він проводить багато часу в спорах зі споїм психіатром, обговорюючи своє становище, намагаючись знайти спосіб довести свою правоту.
Наприкінець історії читач дізнається, що переконання пацієнта були правильними, все це влаштував всемогутній Гларун, хоча пацієнт про це так і не дізнався.
Переконання описані в оповіданні, подібні до філософської ідеї соліпсизму, з тою різницею, що головний герой знав, що існують ще декілька інших справжній осіб.
Гайнлайн використав ідеї пантеїстичного соліпсизму і природи реальності в багатьох творах: «Всі ви, зомбі», «Число звіра».
В романі «Йов, або комедія справедливості» Гларун з'являється, як один із другорядних богів.